# Cytoplacosphaeria rimosa
Cytoplacosphaeria rimosa är en svampart som beskrevs av Petr. 1920. Cytoplacosphaeria rimosa ingår i släktet Cytoplacosphaeria, divisionen sporsäcksvampar och riket svampar.   Inga underarter finns listade i Catalogue of Life.